# Ole O. Lian
Ole Olsen Lian, född 10 november 1868 i Tønsberg, död 21 februari 1925 i Oslo, var en norsk fackföreningsman och politiker.
Lian var typograf och blev 1903 ordförande i typografernas landsförbund och 1904 dess ombudsman. Som ordförande i Landsorganisationen från 1907 visade Lian stor organisatorisk skicklighet. Hans strävan att hålla rörelsen samman ådrog honom beskyllningen att inte visa tillräcklig politisk fasthet. Lian bekämpade till en början de mera radikal riktningarna inom rörelsen men anslöt sig efter dessa seger till det kommunistiska arbetarpartiet, vars styrelse han tillhörde från 1920. Lian tillhörde Stortinget 1918-21. Han har utgett flera socialpolitiska skrifter.